# آسکینو (باشقیرستان)
آسکینو (به لاتین: Askino) یک منطقهٔ مسکونی در روسیه است که در باشقیرستان واقع شده‌است.